# Condado de Cottle
El condado de Cottle era uno de los 254 condados del estado estadounidense de Texas. La sede del condado era Paducah, que también era la mayor ciudad. El condado tenía una extensión de 2.335 km² (de los cuales 1 km² estaba cubierto por agua), y una población de 1.904 habitantes, para una densidad de población era de 1 hab/km² (según el censo nacional de 2000). Este condado fue fundado en 1876.

## Demografía
Para el censo de 2000, había 1.904 personas, 820 cabezas de familia, y 550 familias residiendo en el condado. La densidad de población era de 2 habitantes por milla cuadrada.
La composición racial del condado era:
- 81.46% blancos
- 9.87% negros o negros americanos
- 7.2% otras razas
- 1.47% de dos o más razas.

Había 820 cabezas de familia, de las cuales el 28.00% tenían menores de 18 años viviendo con ellas, el 53.90% eran parejas casadas viviendo juntas, el 10.60% eran mujeres cabeza de familia monoparental (sin cónyuge), y 32.90% no eran familias.
El tamaño promedio de una familia era de 2 miembros.
En el condado el 23.90% de la población tenía menos de 18 años, el 5.70% tenía de 18 a 24 años, el 21.50% tenía de 25 a 44, el 23.30% de 45 a 64, y el 25.60% eran mayores de 65 años. La edad promedio era de 44 años. Por cada 100 mujeres había 87.20 hombres. Por cada 100 mujeres mayores de 18 años había 81.90 hombres.

## Economía
Los ingresos medios de un cabeza de familia el condado era de USD$25.446 y el ingreso medio familiar era $33.036. Los hombres tenían unos ingresos medios de $24.375 frente a $16.667 de las mujeres. El ingreso per cápita del condado era de $16.212. El 13.70% de las familias y el 18.40% de la población están debajo de la línea de pobreza. Del total de gente en esta situación, 28.40% tenían menos de 18 y el 16.00% tenían 65 años o más.